# Globální povrchová teplota

Údaje o teplotách od různých vědeckých organizací z celého světa ukazují vysokou korelaci, pokud jde o postup a rozsah globálního oteplování.

Ve vědách o Zemi se globální povrchová teplota (GST), někdy se označuje jako globální průměrná povrchová teplota (GMST) nebo globální průměrná povrchová teplota) vypočítává zprůměrováním teplot moře a pevniny. V historii Země se střídala období globálního ochlazování a globálního oteplování.
Ke stanovení globální povrchové teploty se používá povrchová teplota moře SST (1 mm až 20 metrů pod povrchem oceánu) a teplota vzduchu při povrchu NSAT (1,25 až 2 metry nad povrchem souše).
Paleoklimatologie umožňuje stanovit GMST v hluboké minulosti Země a během poslední půl miliardy let byla nejčastěji zhruba 24 °C. Série spolehlivých měření globální teploty začaly v letech 1850–1880. Do roku 1940 se průměrná roční teplota zvyšovala, ale v letech 1940–1975 byla relativně stabilní. Od roku 1975 se zvyšovala zhruba o 0,15 °C až 0,20 °C za desetiletí, a to nejméně o 1,1 °C nad úroveň z roku 1880. Současná roční globální povrchová teplota je přibližně 15 °C, i když měsíční teploty se mohou pohybovat téměř o 2 °C nad nebo pod touto hodnotou. Počátkem 21. století GMST dosáhla i 17 °C.
Hladiny moří během 4,6 miliardy let trvající historie Země prudce stoupaly i klesaly. Nedávný globální vzestup mořské hladiny, způsobený zvyšující se globální povrchovou teplotou, však překročil průměrnou rychlost posledních dvou až tří tisíc let (ale zdaleka nedosahuje rychlosti vzestupu po konci doby ledové)[zdroj?]. Pokračování nebo zrychlení tohoto trendu způsobí významné změny na světových pobřežích.

V posledních desetiletích nové záznamy o vysokých teplotách výrazně převyšují nové záznamy o nízkých teplotách na stále větší části zemského povrchu. Srovnání ukazuje sezónní proměnlivost nárůstu rekordů.

Vzestup průměrné teploty povrchu a oceánu se liší.

## Pozadí
V 60. letech 19. století fyzik John Tyndall rozpoznal přirozený skleníkový efekt Země a navrhl, že nepatrné změny ve složení atmosféry mohou způsobit klimatické změny. V roce 1896 švédský vědec Svante Arrhenius ve své zásadní práci poprvé předpověděl, že změny v množství oxidu uhličitého v atmosféře mohou prostřednictvím skleníkového efektu podstatně změnit teplotu na zemském povrchu.
Změny globálních teplot za poslední století jsou důkazem účinků zvyšujícího se množství skleníkových plynů. Pokud klimatický systém na tyto změny reaguje, dochází k následným změnám klimatu. Měření globální povrchové teploty je jedním z mnoha důkazů podporujících vědecký konsenzus o změně klimatu, podle kterého člověk způsobuje oteplování klimatického systému Země.

## Oteplování oceánů
Se zvyšující se teplotou Země absorbuje oceán velkou část tohoto zvýšeného tepla, přičemž horních 700 metrů oceánu vykazuje od roku 1969 oteplení o 0,22 °C. Rozšiřování teplé vody spolu s táním ledových příkrovů způsobuje zvyšování hladiny moří.
Rozložení přebytečného tepla v oceánu je nerovnoměrné, přičemž k největšímu oteplení oceánu dochází na jižní polokouli a přispívá k podzemnímu tání antarktického ledového šelfu. oteplování mořské vody souvisí také se ztenčováním ledových šelfů a mořského ledu, což má další vliv na klimatický systém Země. V neposlední řadě oteplování moří ohrožuje mořské ekosystémy a živobytí lidí. Teplá voda například ohrožuje zdraví korálů, což následně ohrožuje mořská společenství, která jsou na korálech závislá jako na úkrytu a potravě. V konečném důsledku mohou negativním dopadům oteplování oceánů čelit i lidé, jejichž živobytí a zaměstnání závisí na mořském rybolovu.
V průběhu 20. století se teplota povrchu moří po celé století zvyšovala a nadále stoupá. Od roku 1901 do roku 2015 se teplota zvyšovala v průměru o 0,13 °F za desetiletí. Od zahájení spolehlivých pozorování v roce 1880 byla teplota povrchu moře vyšší než kdykoli v posledních třech desetiletích. Protože skleníkové plyny pohlcují více energie ze Slunce, oceán absorbuje více tepla, což vede ke zvyšování teploty povrchu moře a zvyšování hladiny moří. Změny teploty oceánů a oceánských proudů způsobené změnou klimatu povedou ke změnám globálního klimatu. Teplejší vody mohou například podpořit vznik silnějších bouří v tropech, které mohou způsobit materiální škody a ztráty na životech. Dopady související se zvyšováním hladiny moří a silnými bouřemi se týkají zejména pobřežních komunit.

## Zmenšující se ledové příkrovy
Hmotnost antarktického a grónského ledového příkrovu exponenciálně klesá. Podle experimentu NASA Gravity Recovery and Climate Experiment vyplývá, že Grónsko ročně ztrácí v průměru 286 miliard tun ledu. Rozpínání teplé vody a tání ledových příkrovů způsobuje zvyšování hladiny moří.
Led se mění všude na Zemi. Od roku 1912 roztálo více než 80 % známého sněhu na hoře Kilimandžáro. Ledovce v Garhwalském Himálaji v Indii ustupují tak rychle, že vědci se domnívají, že do roku 2035 většina centrálního a východního Himálaje skutečně zmizí. Za půl století se jejich rozsah snížil asi o 10 % za posledních 30 let. Opakovaná měření laserovým výškoměrem NASA ukázala, že okraj grónského ledovce se zmenšuje. Nyní se jarní sladkovodní led na severní polokouli láme o 9 dní dříve než před 150 lety, zatímco podzimní mráz přichází o 10 dní později. Tání zmrzlé půdy způsobilo, že pokles půdy v některých částech Aljašky přesáhl 4,6 metru. Od Arktidy po Peru, od Švýcarska po rovníkový ledovec v indonéské Manžaji rychle mizí obrovská ledová pole, monstrózní ledovce a mořský led.
Když teplota stoupá a led taje, z ledovců a ledovcových čepiček proudí do oceánu více vody a mořská voda se ohřívá a zvětšuje svůj objem. Podle Mezivládního panelu pro změnu klimatu (IPCC) hraje tento kombinovaný efekt hlavní roli při zvyšování průměrné hladiny světových moří o 10 až 20 cm za posledních 100 let.
Grónské tání může výrazně ovlivnit proudění obrovských oceánských proudů, které se nazývají atlantická meridionální převratná cirkulace neboli AMOC. Podobně jako obrovský dopravní pás pomáhá AMOC dopravovat horkou vodu z tropických oblastí do Arktidy. Díky své důležité roli v globální distribuci tepla má také významný vliv na globální povětrnostní podmínky - proudění horké vody AMOC se z velké části podílí na mírném klimatu v místech, jako je západní Evropa. Vzhledem k tomu, že do oceánu přitéká sladká voda z tajícího grónského ledovce, může to zpomalit proudění vody. zároveň studie ukázaly, že tání ledu z Antarktidy může narušit strukturu Jižního oceánu. Protože hustota sladké vody je nižší než hustota slané vody, velké množství tající vody se nemusí spojit se zbytkem oceánu, ale vytvoří vrstvu materiálu přichycenou k vodní hladině. Tato studená kapalina pod sebou zadržuje teplo a způsobuje ohřívání hlubších vrstev. Tím se zvyšuje celková teplota oceánu, který tak méně absorbuje CO2 z atmosféry. V důsledku toho zůstane v atmosféře více CO2, což vede ke zvýšení globálního oteplování.

### Související stránky
- Instrumentální záznamy teplot